# Wyre Light

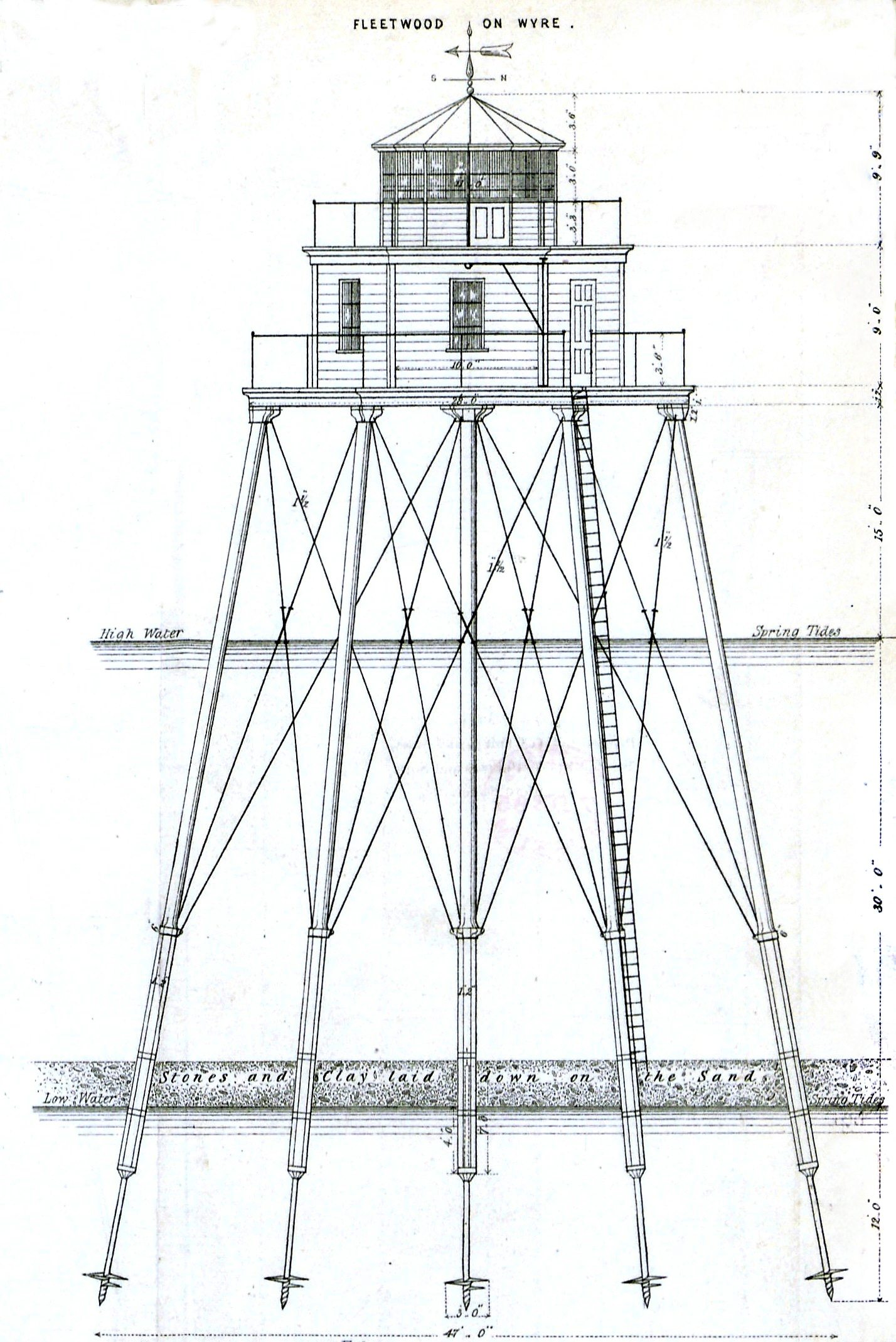
Wyre Light um 1848

Wyre Light ist ein stillgelegter Leuchtturm in der Morecambe Bay vor Fleetwood, Lancashire, England. Der Leuchtturm war ursprünglich als Port Fleetwood Lighthouse bekannt.
Nach dem Leuchtturm auf den Maplin Sands in der Mündung der Themse war dies der zweite Leuchtturm, den der Ingenieur Alexander Mitchell konstruierte. Der Leuchtturm steht auf der North Warf Bank 3,7 km vor der Küste von Fleetwood. In dem sich ständig verändernden Untergrund der Sandbank konnte ein konventioneller Leuchtturm nicht errichtet werden, deshalb kam hier Mitchells Erfindung des Schraubenträgers (englisch screw-pile), bei der der Träger in den Untergrund geschraubt wird, wahrscheinlich das erste Mal zum Einsatz kam. Der Leuchtturm steht auf sieben derartigen Trägern, die rund 4 m (13 Fuß) tief im Boden versenkt wurden, eine Plattform mit dem Haus des Leuchtturmwärters und das Leuchtfeuer trugen. Der Bau wurde am 15. November 1839 begonnen und der Turm am 6. Juni 1840 in Betrieb genommen. Das Leuchtfeuer wurde 1948 bei einem Feuer beschädigt, der Turm blieb daraufhin unbemannt und wurde 1979 durch ein Leuchtboje ersetzt. Das 14 m über dem mittleren Wasserstand befindliche Leuchtfeuer zeigte hier die Einfahrt in die Fahrtrinne der Mündung des Wyre an und wird dabei durch die beiden Leuchttürme Beach Lighthouse und Pharos Lighthouse auf dem Festland in Fleetwood unterstützt. Das Licht der beiden an Land befindlichen Leuchttürme zeigt dabei, wenn es genau übereinanderliegt bis zu einer Entfernung von 22 km von der Küste die Position des Wyre Light an.
Ein Antrag auf Anerkennung des Leuchtturms als Baudenkmal wurde 2012 abgelehnt.